# Genetics Society of America Medal
Die Genetics Society of America Medal ist eine wissenschaftliche Auszeichnung, die seit 1981 von der Genetics Society of America (GSA) für herausragende wissenschaftliche Beiträge der letzten 15 Jahre auf dem Gebiet der Genetik vergeben wird.
Sieben der 36 Preisträger erhielten später einen Nobelpreis für Physiologie oder Medizin (Stand Ende 2017).

## Preisträger
- 1981 Beatrice Mintz – Institute for Cancer Research, Philadelphia
- 1982 Gerald R. Fink – Whitehead Institute
- 1983 Charles Yanofsky – Stanford University
- 1984 David S. Hogness – Stanford University
- 1985 Philip Leder – Harvard University
- 1986 Gerald Rubin – Univ. of California, Berkeley
- 1987 Sydney Brenner – University of Cambridge, England
- 1988 David Botstein – Stanford University, Ira Herskowitz – Univ. California Sch. Med, San Francisco
- 1989 Allan C. Spradling – Carnegie Institute of Washington
- 1990 Nancy Kleckner – Harvard University
- 1991 Bruce S. Baker – Stanford University
- 1992 Maynard V. Olson – University of Washington
- 1993 Jonathan R. Beckwith – Harvard University
- 1994 Leland H. Hartwell – University of Washington
- 1995 Eric Wieschaus – Princeton University
- 1996 Elliot Meyerowitz – California Institute of Technology
- 1997 Christine Guthrie – University of California, SF
- 1998 Ronald W. Davis – Stanford Univ. Sch. of Medicine
- 1999 Charles H. Langley – University of California, Davis
- 2000 Jack Szostak – Massachusetts General Hospital
- 2001 H. Robert Horvitz – Massachusetts Institute of Technology
- 2002 Andrew Z. Fire – Carnegie Institution of Washington
- 2003 Jeffrey C. Hall – Brandeis University
- 2004 Trudy F. Mackay – North Carolina State University
- 2005 Stephen J. Elledge – Harvard School of Medicine, Boston
- 2006 Victor Ambros – Dartmouth Medical School
- 2007 Shirley M. Tilghman – Princeton University
- 2008 Susan Lindquist – The Whitehead Institute/MIT und HHMI, Cambridge, MA
- 2009 Marian Carlson – Columbia University, New York City und HHMI
- 2010 Barbara J. Meyer – University of California, Berkeley
- 2011 John R. Carlson – Yale University
- 2012 Joanne Chory – Salk Institute for Biological Studies
- 2013 Elaine A. Ostrander – National Institutes of Health, National Human Genome Research Institute
- 2014 Angelika B. Amon – Massachusetts Institute of Technology und HHMI
- 2015 Steven Henikoff – University of Washington und HHMI
- 2016 Detlef Weigel – Max-Planck-Institut für Entwicklungsbiologie
- 2017 David Kingsley – Stanford University School of Medicine und HHMI
- 2018 Mariana Wolfner – Cornell University
- 2019 Anne Villeneuve – Stanford University
- 2020 Bonnie Bassler – Princeton University
- 2021 Douglas Koshland – University of California, Berkeley
- 2022 Margaret Fuller – Stanford University School of Medicine
- 2023 keine Vergabe
- 2024 Luciano Marraffini – Rockefeller University
- 2025 Brandon Gaut – University of California, Irvine[1]